# فرودگاه لاسکوتی ایسلاند/فالس بی آبی
فرودگاه لاسکوتی ایسلاند/فالس بی آبی (به انگلیسی: Lasqueti Island/False Bay Water Aerodrome) یک فرودگاه همگانی است که یک باند فرود آب دارد. این فرودگاه در کشور کانادا قرار دارد و در ارتفاع ۰ متری از سطح دریا واقع شده است.
جامعه جزیره محاصره ای از ضد فرهنگ کانادایی است. جزیره Lasqueti یکی از کمتر توسعه یافته ترین جزایر خلیج فارس است. جاده‌های آن عمدتاً آسفالت‌نشده هستند، و این تنها یکی از جزایر بزرگ‌تر خلیج‌فارس است که در حال حاضر به شبکه برق BC Hydro متصل نیست. ژنراتورهای خورشیدی، بادی، میکرو آبی و سوخت فسیلی انرژی این جزیره را تامین می کنند.
یک هتل و یک رستوران در خلیج فالس وجود دارد که کشتی به آنجا می رسد و از آنجا خارج می شود. حداقل سه B&B در جزیره وجود دارد، اما خدمات فصلی و بسیار محدود است. آب آشامیدنی ممکن است گاهی در نقاط مختلف جزیره کمیاب باشد. بازارهای محلی و یک تعاونی غیررسمی مواد غذایی وجود دارد، اما بسته به فصل و تقاضا در ساعت‌های عجیب و غریب کار می‌کنند. جزیره لاسکتی جشنواره سالانه هنر در آخر هفته روز کانادا و فعالیت های دیگر دارد. در این جشنواره‌ها و فعالیت‌های غیررسمی، نقاشان، مجسمه‌سازان، شاعران، نویسندگان داستان و مورخان محلی حضور دارند. هنرهای نمایشی، در آخر هفته طولانی روز کانادا، عبارتند از: Bolting Brassicas (گروه راهپیمایی)، Lasquirkus (سیرک)، و فعالیت‌های دیگر.
این جزیره به قایقرانی و کایاک سواری در دریا شهرت دارد که یکی از بهترین و در عین حال یکی از چالش برانگیزترین ها در بریتیش کلمبیا است. جزر و مد و جریان ممکن است بدون اخطار پیشگویی شود - آب و هوای زمستانی در تنگه جورجیا عامل مرگ و میر دریانوردان مختلف بوده است.